# Radschnellweg

Zeichen 350.1 „Radschnellweg“ der deutschen StVO seit 2020

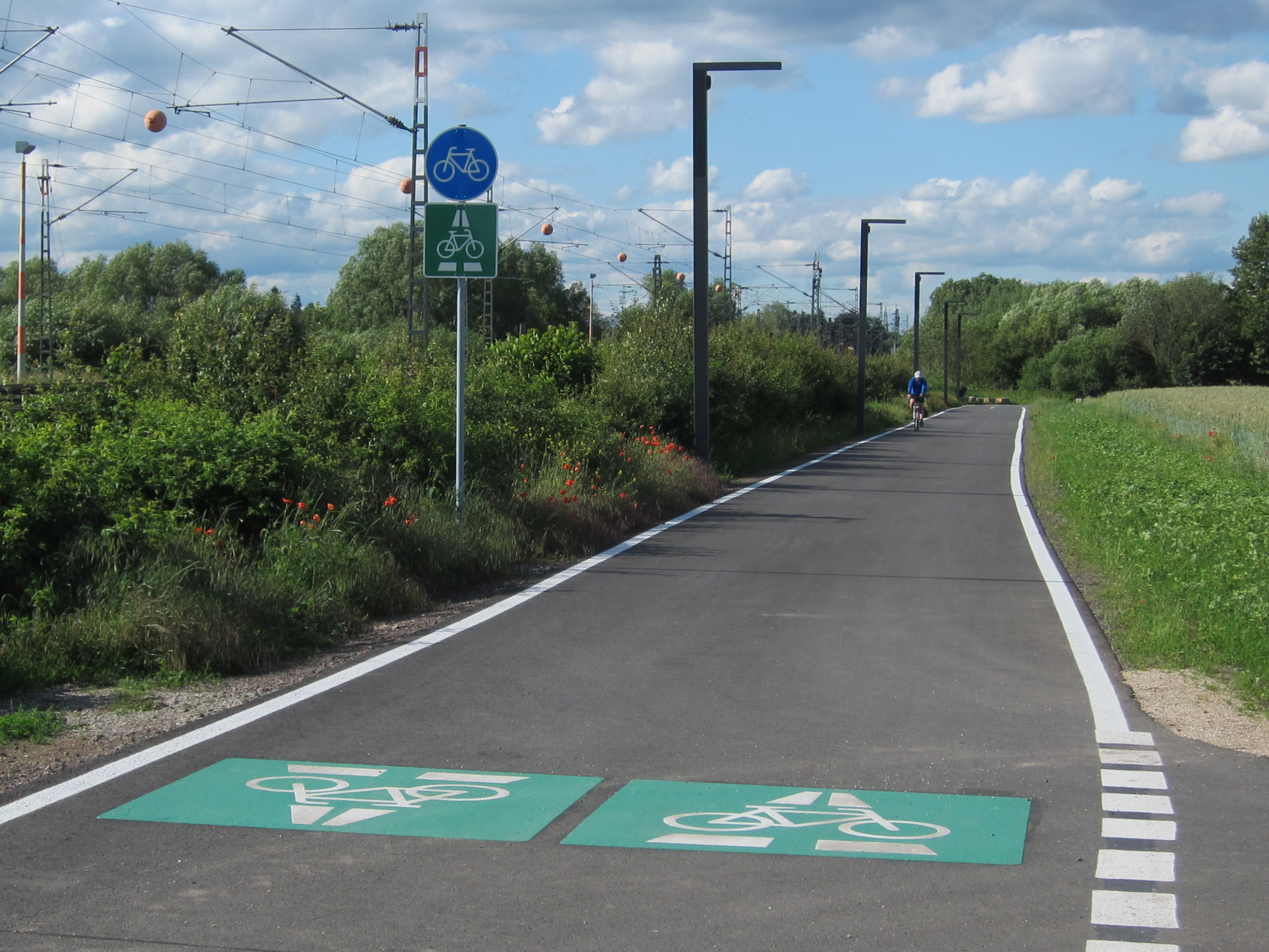
Radschnellweg FRM1 bei Egelsbach, Deutschland

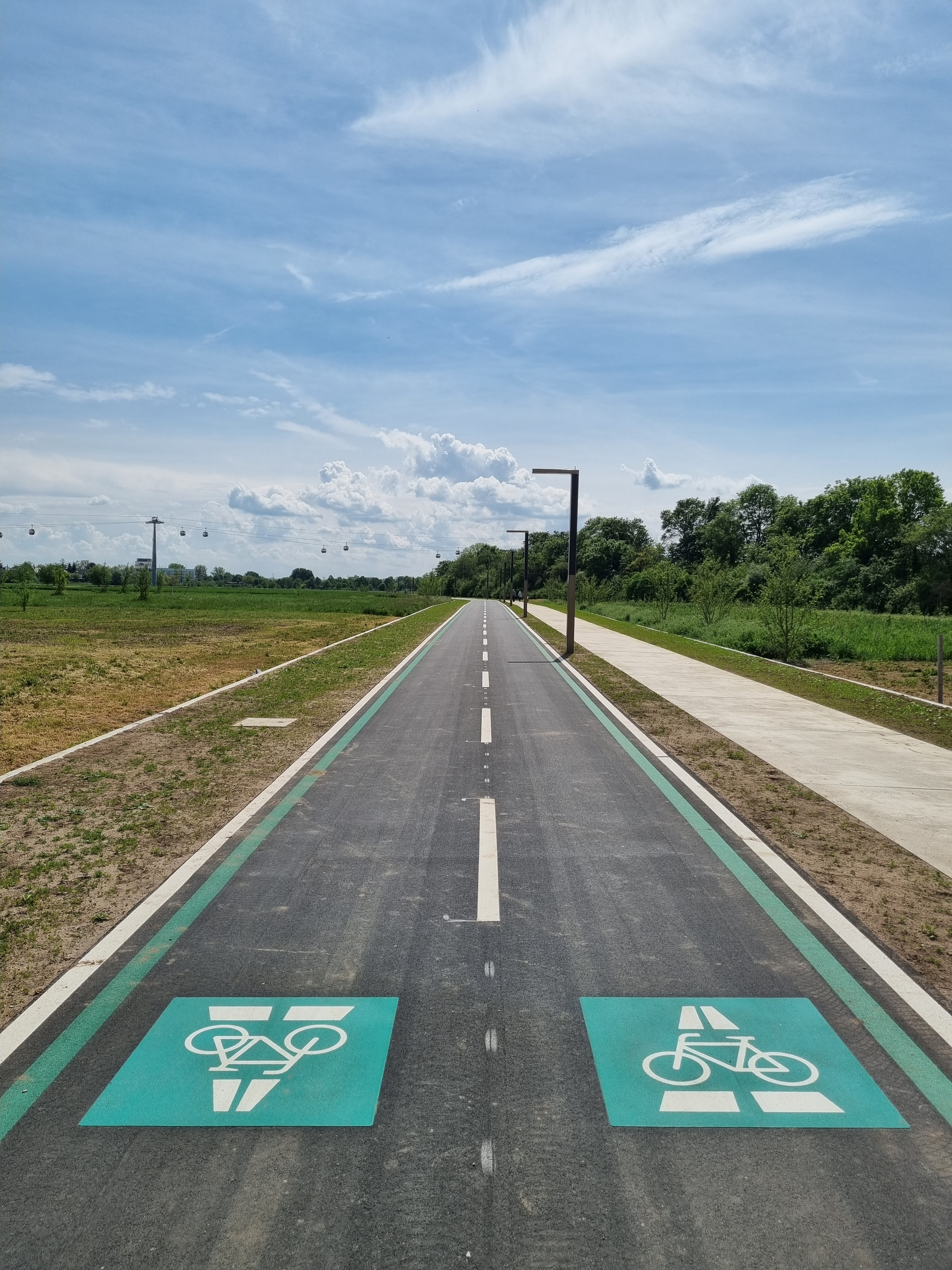
Radschnellweg RS 15 in Mannheim, Deutschland

Radschnellwege, in Deutschland auch (und dann mit eindeutigen Standard-Vorgaben) Radschnellverbindungen oder mit etwas geringeren Standards Radvorrangrouten, in der Schweiz auch Velobahnen genannt, sind Verbindungen im Radverkehrsnetz einer Gemeinde oder Stadt-Umland-Region, die wichtige Zielbereiche mit entsprechend hohen Quell- und/oder Zielverkehren über größere Entfernungen verknüpfen und durchgängig ein sicheres sowie attraktives Befahren bei hohen Geschwindigkeiten ermöglichen sollen.
In Europa werden zunehmend Radschnellwege geplant und gebaut. Insbesondere sind Bauaktivitäten und Inbetriebnahmen in Dänemark, Deutschland und den Niederlanden zu beobachten. Es entstehen dabei insbesondere qualitativ hochwertige Verbindungen zwischen suburbanen Gebieten und städtischen Zentren bzw. zwischen verschiedenen Städten.

## Definition
Der Begriff Radschnellweg ist in Deutschland bisher keine offizielle Bezeichnung im Sinne der Straßenverkehrsordnung, obwohl es das Verkehrszeichen 350.1, Radschnellweg gibt, das allerdings keine Verhaltensvorschriften nach sich zieht. In den älteren, aber noch gültigen deutschen Regelwerken zum Straßenbau kommt der Begriff nicht vor.
Die Begriffe Radschnellweg und Radschnellverbindung werden häufig synonym verwendet. Fachplanerisch muss allerdings zwischen dem „Weg“ als Infrastrukturtyp und der „Verbindung“, also der Route, unterschieden werden. Ein Radschnellweg ist demnach im engeren Sinne eine eigene Führungsform einer Verbindung: ein selbstständig geführter Radweg. Radschnellverbindungen können also verschiedene Führungsformen von Radinfrastuktur beinhalten.
In den Straßengesetzen einzelner Bundesländer werden Radschnellverbindungen konkretisiert. Laut Straßen- und Wegegesetz des Landes NRW sind „Radschnellverbindungen des Landes […] Wege, Straßen oder Teile von diesen, die dem Fahrradverkehr mit eigenständiger regionaler Verkehrsbedeutung zu dienen bestimmt sind“. Radschnellverbindungen der Länder sollen also in der Regel eine regionale oder überregionale Verbindungsfunktion (Verbindungskategorie IR II/AR II nach RIN 2008) haben, entsprechend einer Landesstraße.

## Technische Regelwerke

### Österreich
Die Forschungsgesellschaft Straße – Schiene – Verkehr (FSV) regelt in der RVS Radverkehr (2022) die Gestaltung von Radschnellverbindungen. Sie sind grundsätzlich getrennt vom Kfz-Verkehr zu führen, außer in Fahrradstraßen. Sie gelten zudem als Radfahranlagen höchster Ordnung und genießen daher bspw. Winterdienstkategorie B.

### Deutschland
Als aktueller technischer Stand gelten die Hinweise zu Radschnellverbindungen und Radvorrangrouten (H RSV 21) der Forschungsgesellschaft für Straßen- und Verkehrswesen (FGSV). Manche Bundesländer ergänzen diese Regelung durch eigene Qualitätsstandards.

#### Historie
Ein Arbeitspapier der FGSV, Einsatz und Gestaltung von Radschnellverbindungen von 2014 hat den Erkenntnisstand zu Radschnellverbindungen systematisiert und so für die Praxis verfügbar gemacht. Das Arbeitspapier verstand sich als Ergänzung der bestehenden Regelwerke, der Empfehlungen für Radverkehrsanlagen (ERA 2010) und der Richtlinien für integrierte Netzgestaltung (RIN). Im Arbeitspapier wurden eindeutige Kriterien definiert, während für Radschnellwege in der damaligen Praxis die angestrebten Standards teilweise noch sehr unterschiedlich angesetzt wurden, außer in Nordrhein-Westfalen, wo diese bereits seit 2012 verbindlich geregelt waren. Zahlreiche öffentliche Auftraggeber in Deutschland verlangten zwingend, die Kriterien des Arbeitspapiers für die Planung und Bauausführung heranzuziehen.

#### Derzeitiger Stand
Das FGSV-Arbeitspapier von 2014 ist inzwischen in erweiterter Form neu aufgelegt worden und dabei in der Hierarchie der FGSV-Regelwerke um eine Stufe gestiegen: die H RSV, Hinweise zu Radschnellverbindungen und Radvorrangrouten, sind 2021 erschienen. Laut den Hinweisen sind „RSV und RVR […] Verbindungen im Radverkehrsnetz, die den Zweck haben, bedeutende Quelle-Ziel-Potenziale des Alltagsradverkehrs durch einen hohen und ein zügiges Radfahren ermöglichenden Standard für den Radverkehr zu erschließen.“

## Eigenschaften

Typische Ausführung eines selbstständig geführten Radweges außerorts mit grüner Fahrbahnbegrenzungs-Markierung

Radschnellwege dienen der leistungsstarken und schnellen Abwicklung größerer Radverkehrsmengen. Besonders hohe Qualitätsstandards hinsichtlich der Linienführung, Ausgestaltung, Netzverknüpfung und begleitenden Ausstattung sind unabdingbar, um die Reisezeit und den Energieverbrauch möglichst gering zu halten. Nach FGSV-Definition sollten Radschnellverbindungen wenigstens fünf Kilometer lang sein und, angelehnt an die ERA 2010, durchschnittliche Reisegeschwindigkeiten von mindestens 20 km/h erlauben. Die Breite bei Zweirichtungsradwegen im Verlauf einer Radschnellverbindung sollte im Idealfall so gewählt sein, dass zwei Fahrräder nebeneinander fahren und ohne Störung durch ein drittes Fahrrad überholt werden können bzw. Gegenverkehr möglich ist. In der h RSV 21, in Baden-Württemberg sowie in NRW werden bei selbständiger Führung als Qualitätsstandard eine Breite von mindestens 4,00 m bei Zweirichtungsverkehr gefordert.
Radschnellwege sind keine eigene Radverkehrsanlage, sondern bedienen sich verschiedener dieser Entwurfselemente. Es werden insbesondere folgende Führungen verwendet:
- Selbstständig geführter Radweg
- Fahrbahnbegleitender Radweg („Bordsteinradweg“, Radfahrstreifen, Umweltverbundspur)
- Fahrradstraßen (Fahrbahn ausschließlich für Radfahrer sowie Elektrokleinstfahrzeuge, außer dies ist durch Zusatzzeichen für andere Fahrzeuge frei gegeben.)[15]

Je nach Führungsform werden bei Radschnellwegen die größtmögliche Direktheit und ein schnelles Vorankommen auf unterschiedliche Weise erreicht. Speziell im verdichteten Raum stellen Fahrradstraßen, Lichtsignalanlagen mit Priorisierung für den Radverkehr, Querungshilfen („Sprung- oder Mittelinseln“), Minikreisverkehre für alle Verkehrsteilnehmer sowie niveaufreie Kreuzungsmöglichkeiten die wichtigsten Elemente dar. Die Separierung vom starken Kfz-Verkehr sowie vom Fußverkehr, zumindest innerorts, wird angestrebt, um die Radfahrer vor Lärm und Konflikten mit den anderen Verkehrsteilnehmern zu schützen. Landschaftserlebnis und Erholungsfaktor spielen eine untergeordnete Rolle, da Radschnellverbindungen vorrangig auf den alltäglichen Radverkehr ausgerichtet sind, insbesondere Pendler zu Ausbildungs- oder Berufszwecken. Radschnellwege sind in der Regel untereinander nicht direkt vernetzt, gleichwohl sollen die Anschlüsse und Zulaufstrecken an das restliche Straßen- und Radverkehrsnetz eine gute Erreichbarkeit und ein zügiges Ein- und Ausfahren ermöglichen.
Eine hochwertige, witterungsunabhängige Fahrbahnoberfläche verringert den Energieverbrauch und sichert hohen Fahrkomfort bei allen Wetterlagen. Winterdienst und Straßenbeleuchtung sorgen für Sicherheit und Akzeptanz im Winter und bei Dunkelheit. Je nach Lage und Bedarf unterschiedlich dimensionierte Service- und Raststationen mit Unterständen, Radabstellanlagen, Luftpumpen oder Schlauchautomaten können den Streckenservice sinnvoll ergänzen.
Im Straßengesetz von Baden-Württemberg kann eine Radschnellverbindung nach ihrer Verkehrsbedeutung als Landes-, Kreis-, oder Gemeindestraße eingeteilt werden. Danach richtet sich dann auch die Baulastträgerschaft.
Im Jahr 2016 wurde in Nordrhein-Westfalen eine Änderung des Straßen- und Wege-Gesetzes (StrWG NRW) vorgenommen. Radschnellwege werden demnach wie Landesstraßen behandelt. Der Bau aller Radschnellwege kann so, je nach Ortsgröße, in der Baulast des Landes liegen und komplett getragen bzw. bei Städten über 80.000 Einwohnern zu 70 Prozent gefördert werden.
Markierungen
Als Erkennungsmerkmal erhalten Radschnellverbindungen in Deutschland einen grünen Schmalstrich, unabhängig von der Führungsform. Dies erfüllt eine informelle und gestalterische Funktion und steigert den Wiedererkennungswert. Daneben gibt es üblicherweise eine Fahrbahnbegrenzungslinie als weißen Schmalstrich, dies ist insbesondere bei selbstständiger Führung vorzusehen. Bei Zweirichtungsradwegen ist außerdem eine Leitlinie vorzusehen, um die Fahrtrichtungen zu trennen. Alle Längsmarkierungen sind in der Regel als Typ II-Markierung auszuführen.
Das Radschnellweg-Piktogramm entsprechend dem Verkehrszeichen 350.1 ist in Deutschland in regelmäßigen Abständen aufzubringen.

## Baukosten
Die Kosten für das Anlegen von Radschnellwegen sind sehr stark abhängig vom Anteil an Bauwerken, wie Brücken und Tunneln sowie von den notwendigen Trassierungsarbeiten. In den Niederlanden werden 0,5 bis 2 Mio. Euro pro Kilometer Radschnellweg (inkl. Beschilderung und Beleuchtung) kalkuliert. Ersten Schätzungen zufolge wird der Bau von Radschnellwegen in Deutschland etwas kostengünstiger ausfallen, da hier oft die bestehende Verkehrsinfrastruktur ausgebaut und vorhandene Wege genutzt werden sollen. In Belgien, wo eine ähnliche Strategie verfolgt wird, werden die Kosten zwischen 0,3 und 0,8 Mio. Euro pro Kilometer kalkuliert. In Baden-Württemberg wurden bis Anfang 2022 für 12 km durchschnittlich 6,3 Mio. € ausgegeben, was damit bisher eher niedrig ist.

## Internationale Entwicklung

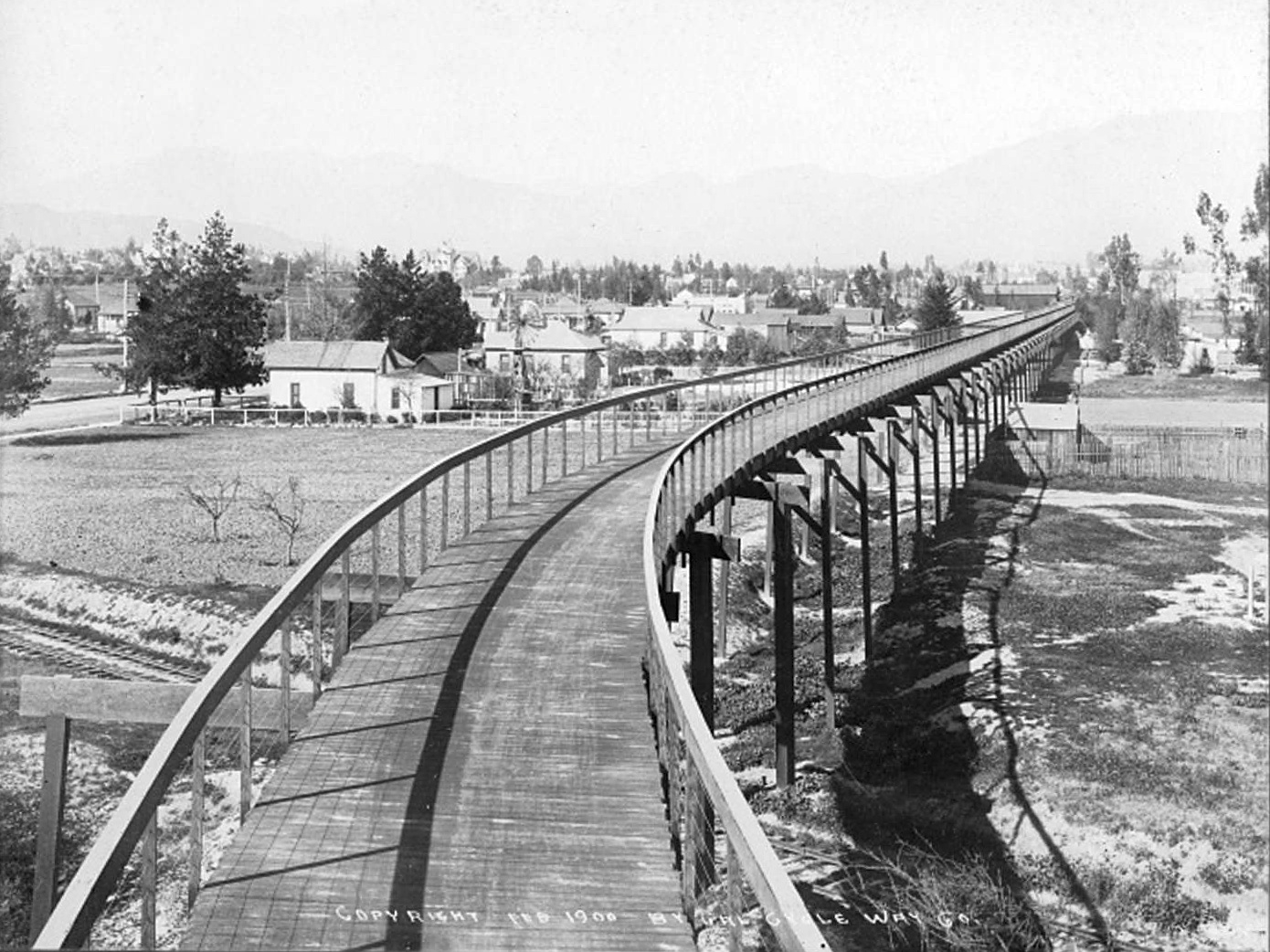
California Cycleway, 1900

Der erste Radschnellweg war der 1900 eröffnete California Cycleway von Pasadena in Richtung Innenstadt von Los Angeles nach einer Idee des Geschäftsmanns Horace Dobbins. Der Radschnellweg bestand aus Holz, war aufgeständert ausgeführt, kreuzungsfrei, beleuchtet und mautpflichtig und sollte eine schnelle Verbindung zur Innenstadt von Los Angeles ermöglichen. Vier Radfahrer konnten nebeneinander fahren, für eine Verdoppelung der Breite war die Konstruktion bereits vorbereitet und die Steigung sollte im Schnitt nur ein Prozent und maximal drei Prozent betragen. An seinem höchsten Punkt wäre der Radschnellweg in 15 Meter Höhe verlaufen. Aufgrund der zunehmenden Motorisierung und der damit einhergehenden Beendung des Fahrradbooms in Nordamerika (dem sogenannten bicycle craze) sowie der parallel fahrenden Tram der Pacific Electric Railway wurde nur eine kurze Strecke der geplanten fast 15 Kilometer realisiert. Das Konzept eines kreuzungsfreien Schnellweges wurde von nun an für den motorisierten Individualverkehr geplant und gebaut. Auf den Flächen für den (geplanten) Radschnellweg verläuft heute die Straße Edmondson Alley in Pasadena und der von 1938 bis 1941 eröffnete Arroyo Seco Parkway, die erste Autobahn Kaliforniens.
In jüngerer Vergangenheit sind Radschnellwege vor allem in den Niederlanden und Belgien zu finden, ebenso in Dänemark, hier allerdings oft mit geringeren Ausbaustandards als den derzeit in Deutschland angestrebten und umgesetzten, was Breite, Trennung zum Fußverkehr und Bevorrechtigung gegenüber kreuzenden Verkehren angeht. Schon in den 1980er Jahren wurden in Tilburg und Den Haag durchgängige, schnelle Velorouten erprobt, um Kfz-stauanfällige Straßennetze zu entlasten. In Basel gibt es Velo-Expressrouten und Kopenhagen bindet die Vororte mit grünen oder Kfz-verkehrsarmen Routen, breiten Radwegen und grüner Welle an.
Die Niederlande planten 2011 neben den damals bestehenden acht „Fietssnelwegen“ 20 weitere Strecken. Mit der Renaissance des Fahrrads als Alltagsverkehrsmittel begannen auch andere europäische Länder, Radschnellwege zu verwirklichen. So wurden in London im Sommer 2018 sechs von zwölf geplanten Cycle-Superhighways fertiggestellt.

### Europäische Union
In der Europäischen Erklärung zum Radverkehr wird die Verpflichtung des Ausbaus von Radverkehrsnetzen und damit auch der Ausbau von Radschnellverbindungen genannt. Eine Koordinierung oder gemeinsame Ausbaustandards existieren jedoch nicht.
Im Interreg Projekt CHIPS wurde das Wissen zum Planen, Bauen und Betreiben von Radschnellwegen systematisiert, finanziert von der EU.

#### Niederlande

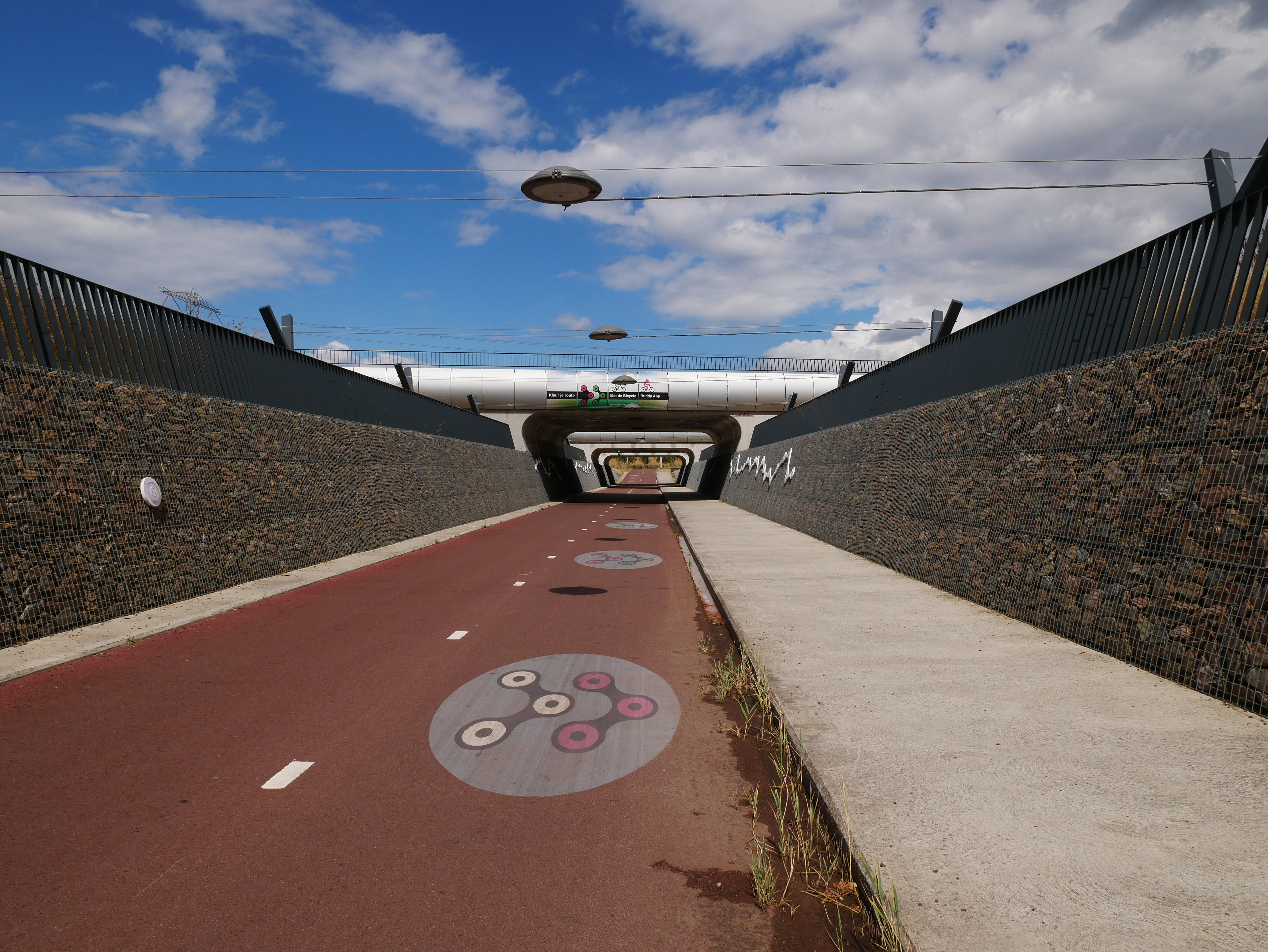
RijnWaalpad, Nijmegen, Niederlande

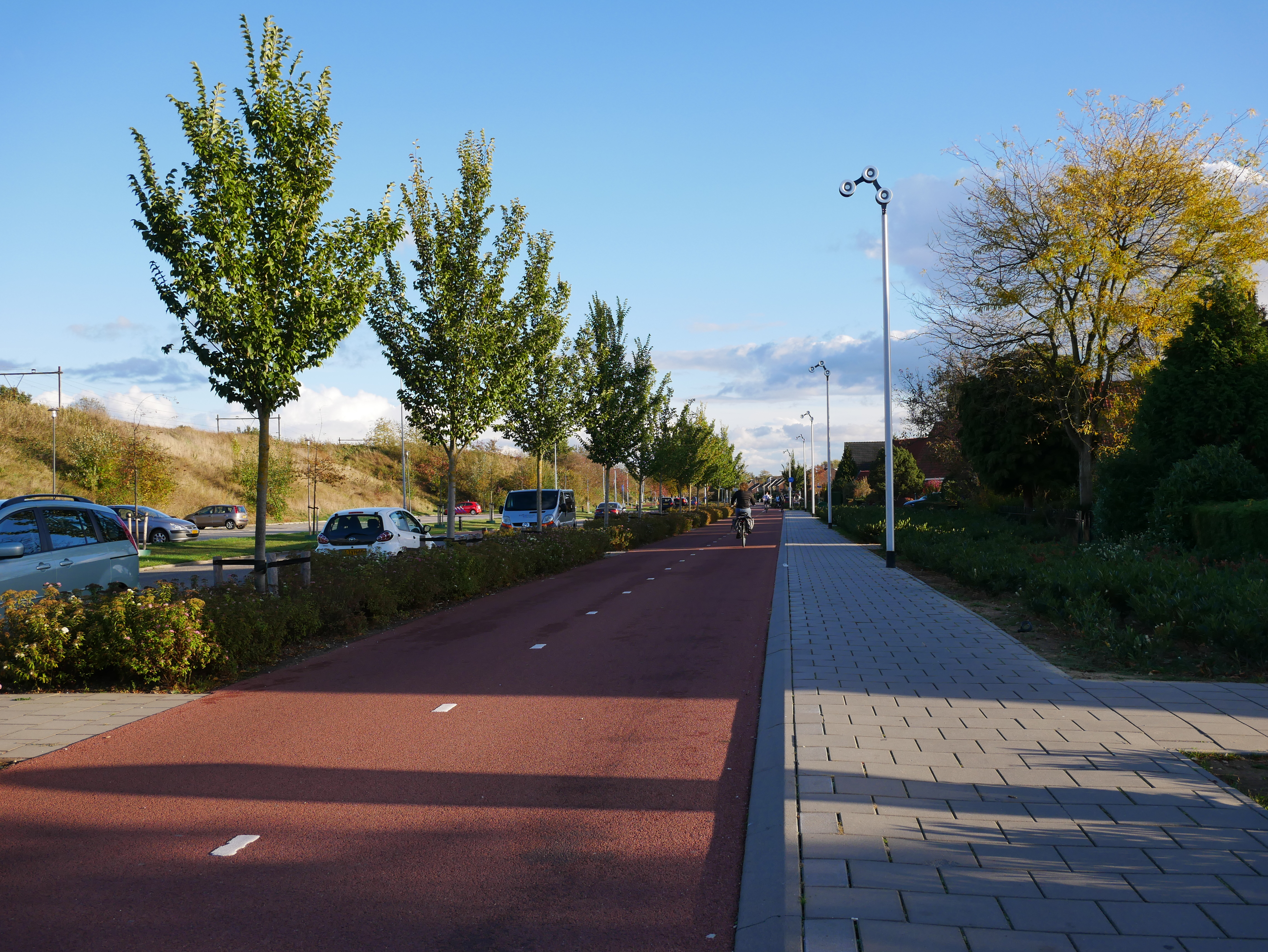
De Liemers, Westervoort, Niederlande

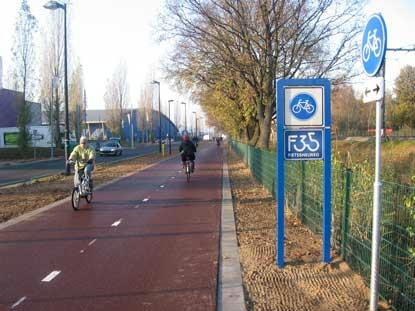
Fietssnelweg F35, Enschede, Niederlande

In den Niederlanden existiert ein breites Netzwerk aus Radschnellwegen (niederländisch fietssnelwegen, snelfietsroutes oder doorfietsroutes), das bislang über 300 Kilometer an Strecken zählt. Bereits in den 1980er-Jahren gab es erste Bestrebungen, Radschnellwege zu errichten.
In den Niederlanden wurde gezeigt, dass nach dem Bau einer Fahrrad-Schnellroute 5–15 % der Autofahrer in der Gegend auf Fahrräder oder Pedelecs umsteigen.

#### Belgien
In Flandern werden systematisch mehrere sogenannte „Fietssnelwegen“ gebaut. Für die Realisierung arbeitet die Regierung mit den Regionen und Kommunen zusammen. Es soll zukünftig ein 2.700 km umfassendes Netzwerk ergeben.

#### Österreich
In Österreich gibt es derzeit noch keine Radschnellwege. Der Verkehrsclub Österreich (VCÖ) sieht jedoch qualitativ hochwertige Radinfrastruktur als wesentliches Entscheidungskriterium für Berufspendler, sich bei der Verkehrsmittelwahl für das Fahrrad zu entscheiden. Das Radler-Potenzial in Österreich ist hoch: Jeder dritte Beschäftigte hat weniger als sechs Kilometer zu seinem Ausbildungs- bzw. Arbeitsplatz. Radschnellwege würden das bestehende, vielerorts touristisch ausgelegte Radwegenetz sinnvoll ergänzen.
Im rot-grünen Wiener Regierungsübereinkommen vom 11. November 2010 wurde als eine der wesentlichen Zielsetzungen für die weitere Förderung des Wiener Radverkehrs die „Errichtung von großzügigen Radverkehrskorridoren mit besonderer Qualität“ festgelegt. Das Magistrat der Stadt Wien hat im September 2014 erste Grundlagenpläne zu drei Korridoren (Nord, West, Süd) für die geplanten Wiener „Rad-Langstrecken“ präsentiert. Die wesentlichen Merkmale von Rad-Langstrecken sind die Optimierung der Reisezeit und ein spürbar besserer Komfort für die Nutzer als im übrigen Netz. Rad-Langstrecken sollen ohne tageszeitliche und jahreszeitliche Einschränkung nutzbar sein. Zudem soll über die gesamte Strecke eine durchschnittliche Reisegeschwindigkeit von mindestens 15 Kilometern pro Stunde möglich sein. Als Zielgruppen sind Berufs-, Ausbildungs- und Werktagsverkehr vorgesehen. Weniger enge Kurven, übersichtliche Kreuzungen, Minimierung der Wartezeit an Ampeln, Vorrang für die Radlangstrecke und breite Radfahranlagen sollen für zügiges Vorankommen sorgen. Man orientiert sich an den Qualitäten von Radschnellwegen, ohne jedoch die hohen niederländischen Standards anzuvisieren. Stattdessen sollen gut ausgebaute Hauptradrouten in Wien als städtische Durchmesserlinien dienen, die wesentliche Stadtentwicklungsgebiete bzw. potenzielle Siedlungserweiterungsgebiete erschließen.

### Schweiz
Laut einem Merkblatt der Schweizerischen Vereinigung der Verkehrsingenieure und Verkehrsexperten (SVI) vom März 2018 werden in der Schweiz im Vergleich zu den Niederlanden oder Dänemark hohe Qualität und Nutzen von im Land auch „Veloschnellroute“ oder „Velobahnen“ genannten „Velo“- bzw. Radschnellwegen erwartet: Als Hauptzielgruppe werden Pendelnde betrachtet, für welche die Schnellwege attraktiv, sicher und schnell, möglichst vorfahrtsberechtigt sein müssten sowie auf Geschwindigkeiten von mindestens 30 km/h (im Bereich von Verknüpfungen auf 20 km/h) eingerichtet sein sollten. Für zur Umsetzung am geeignetsten werden Radwege, breite Radstreifen mit durchgezogener Linie, KfZ-freie bzw. -arme Strassen und „Velostrassen“ betrachtet, deren kurzfristig erwartete Einführung von einem Pilotversuch 2017 in fünf Schweizer Städten abhängt; demgemäß könnten Velobahnen bereits heute zumeist ohne Anpassungen bestehender Gesetze und Normen realisiert werden.
In vielen Schweizer Städten existiert ein relativ gutes Angebot an Velorouten, jedoch gibt es kaum Angebote, die den obigen Kriterien entsprechen. Die Stadt Winterthur hat 2014 auf Grundlage einer Projektstudie ein Netz von Velobahnen beschlossen und im städtischen Richtplan verankert. Der Zeitpunkt der Umsetzung ist noch offen. Die Stadt St. Gallen hat 2015 die Machbarkeit einer Velobahn in Ost-West-Richtung in einer Studie geprüft. Im Raum Bern findet zurzeit im Rahmen der Regionalkonferenz Bern-Mittelland eine Diskussion statt, wie Velobahnen zur Bewältigung des urbanen Verkehrsaufkommens beitragen können.
Konkret geplant sind laut dem Bundesamt für Strassen die Routen von Lyss nach Biel, von Solothurn nach Grenchen sowie von Zürich nach Baden und Wetzikon.

### USA

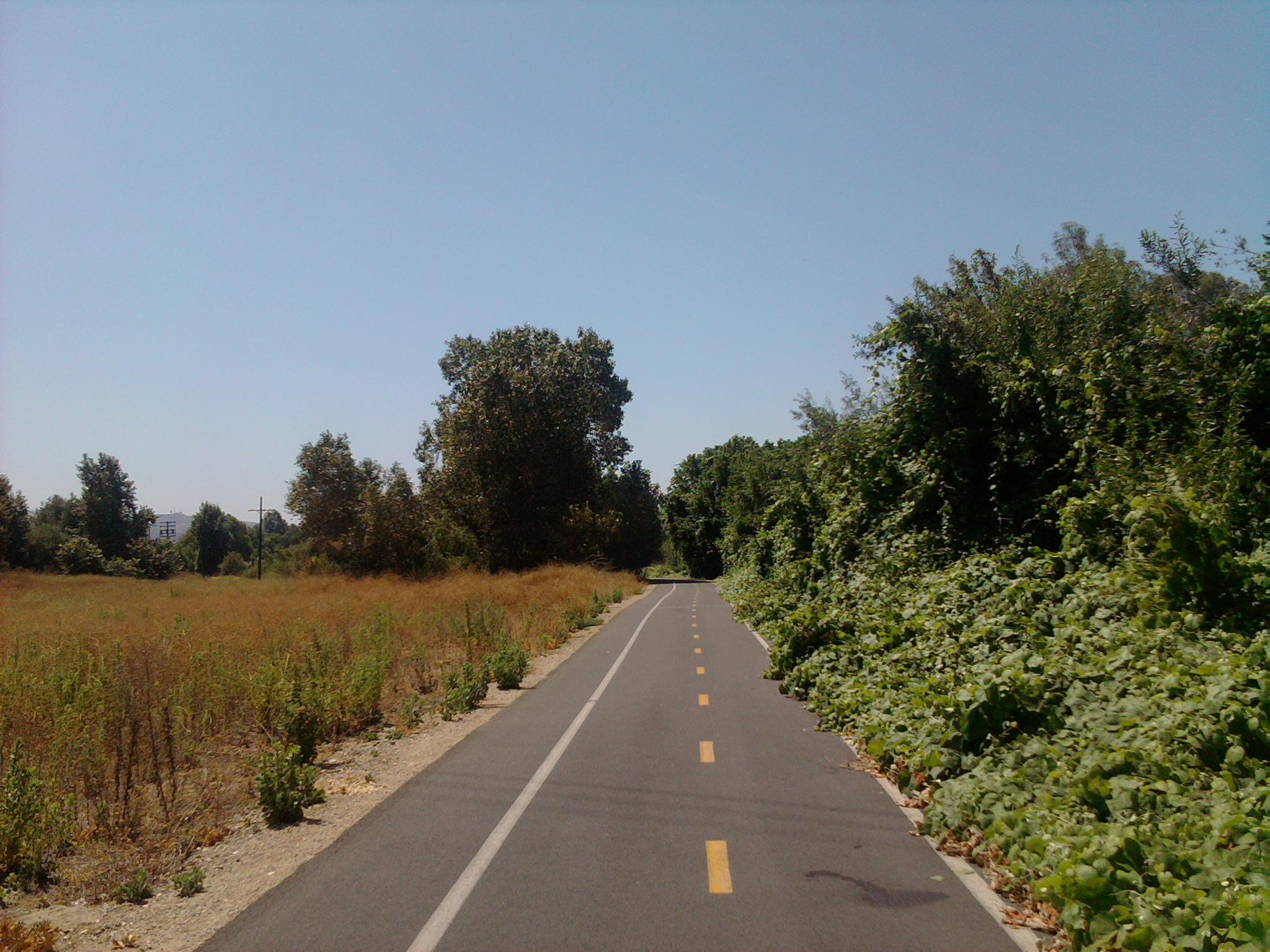
Rio Hondo Radschnellweg am El-Monte-Flughafen (Los Angeles County)

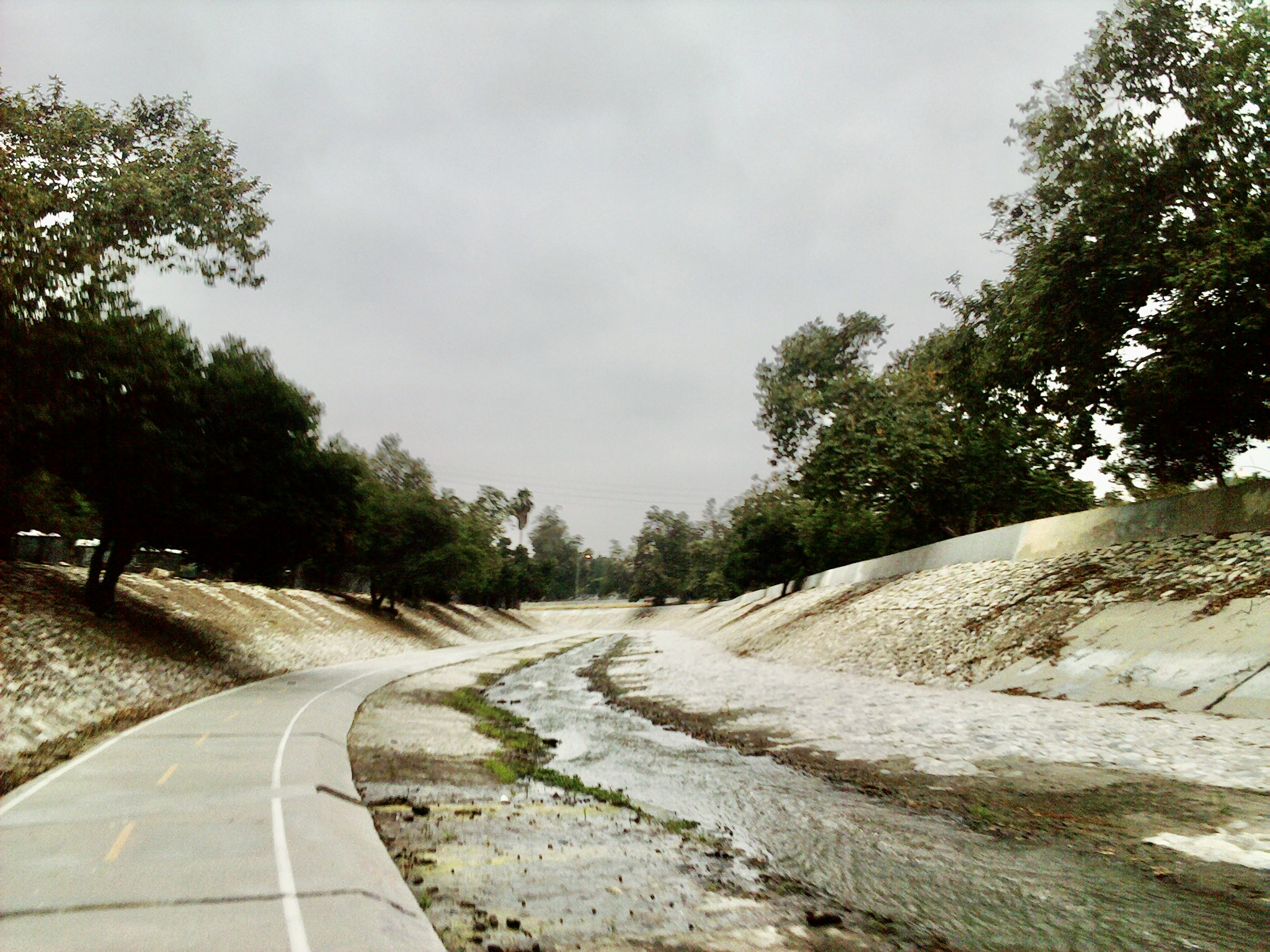
Radschnellweg entlang des Arroyo-Seco-Flusses (Los Angeles)

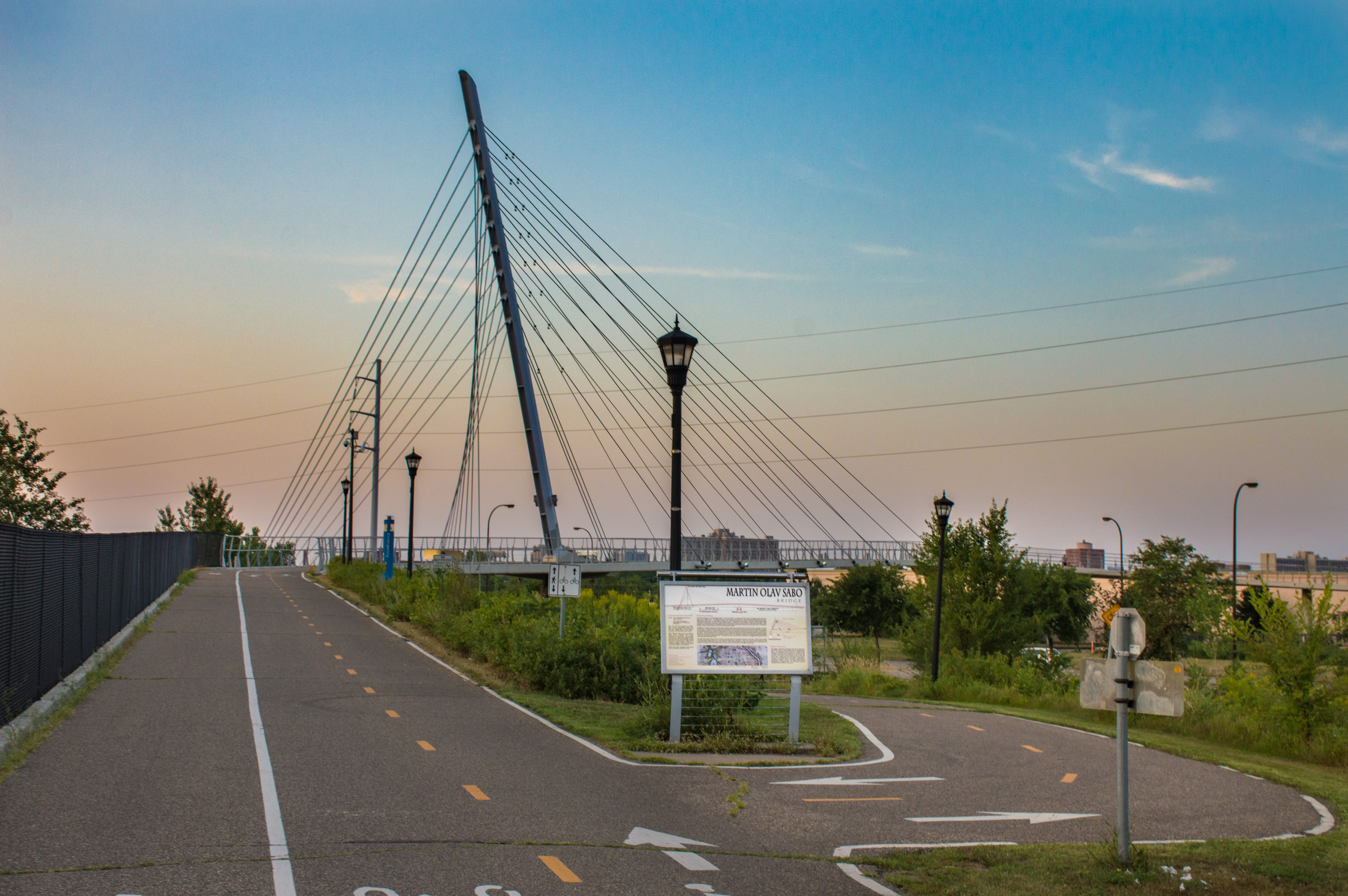
Martin-Olav-Sabo-Brücke des Midtown Greenway (Minneapolis)

Besonders im Großraum Los Angeles wird zum nicht mehr sinnvoll erweiterbaren Konzept der autogerechten Stadt seit einigen Jahren versucht, Alternativen zum Auto zu entwickeln. Neben dem Aufbau eines U-Bahn-Netzes (seit 1990) wird hier das Konzept der Radschnellwege (sogenannte Class I Radwege) besonders verfolgt. Im Ausbau befindet sich beispielsweise der annähernd kreuzungsfreie Los Angeles River Bikeway von Long Beach am Pazifik bis derzeit fast zur Downtown von Los Angeles und nördlich von dieser bis nach Burbank (47 km). Im Endausbau soll der Radschnellweg 82 Kilometer lang sein. Der San Gabriel River Bike Trail verbindet weitgehend kreuzungsfrei Seal Beach am Pazifik mit Azusa im Nordosten (60 km) sowie auch der Rio Hondo bicycle path, der vom Los Angeles River Bikeway abzweigt und nach Monrovia führt (28 km). Ein weiterer im Ausbau befindlicher Radschnellweg führt von Downtown nach South Pasadena (Arroyo Seco bicycle path, derzeit 4 km). Zusammen mit dem Aufbau des U-Bahn-Netzes wurden und werden im Großraum Los Angeles oft auch Radschnellwege parallel zu den Gleis- bzw. Betonbahntrassen angelegt, wie entlang der Orange-Line (20 km) und der neuen Expo-Line zum Pazifik (24 km), die aber nicht immer kreuzungsfrei und (derzeit) auch nicht immer ununterbrochen geführt sind. Damit Radfahrende die starken Steigungen im Norden der Stadt, beispielsweise nach Burbank, oder überhaupt die großen Distanzen leichter überwinden können, ist die Radmitnahme in der Metro kostenlos. Die Radschnell- und Radwege sind hierzu auf das Metro-Netz abgestimmt und die LA-Metro gibt einen Radwege-Metro-Plan heraus. In der Metropolregion Los Angeles existierten 2012, nach offiziellen Angaben der Verwaltung, 162 Kilometer Radschnellwege (Class I), zu denen in den nächsten Jahren weitere 115 Kilometer hinzukommen sollten.
In anderen Städten der USA (wie Portland, Chicago, Denver, San Francisco, Seattle) wird zwar der Radwegeausbau vorangetrieben, weniger jedoch auf (kreuzungsfreie) Radschnellwege gesetzt. Eine Ausnahme ist Minneapolis, wo beispielsweise mit dem 2007 eröffneten Midtown-Greenway-Radschnellweg eine fast zehn Kilometer weitgehend kreuzungsfreie West-Ost-Verbindung durch die Innenstadt (auf einer ehemaligen Bahntrasse) sowie mit dem fast acht Kilometer langen Hiawatha LRT Trail eine Nord-Süd-Verbindung als Radschnellweg geschaffen wurde. Diese sind allerdings nicht komplett kreuzungsfrei und streckenweise auch für Fußgänger freigegeben.

## Entwicklung in Deutschland
In Deutschland gibt es seit etwa 2010 zunehmend Bestrebungen, Radschnellwege bzw. ähnlich gestaltete, qualitativ hochwertige Radwege zu etablieren. Zur Kennzeichnung von Radschnellverbindungen wurde im Jahr 2020 in der deutschen StVO das Zeichen 350.1 „Radschnellweg“ eingeführt. Mit Zeichen 350.2 kann das Ende einer Radschnellverbindung angezeigt werden. Das Verkehrszeichen ist lediglich ein Hinweiszeichen. Es besitzt keine weitere Rechtskraft und wird so in der Regel mit anderen Verkehrszeichen für die Führungsformen des Radverkehrs kombiniert.

### Straßenverkehrsrechtliche Anordnung
Da in Deutschland das Zeichen 350.1  keine Verhaltensvorschrift erwirkt, müssen die Wege gesondert für den Radverkehr angeordnet werden. Da der Radverkehr eine möglichst von anderen Verkehren getrennte Führung erhalten soll, kommen nur einige Radverkehrsführungen in Frage.
Außerorts ist die selbstständige Führung (mit Verkehrszeichen  oder ) die Regel. Der Fußverkehr soll dann getrennt geführt werden. Möglich ist jedoch auch die Anordnung als Fahrradstraße , auf der Zufußgehende gehen dürfen, sofern es keine gesonderten Gehwege gibt. Der Land- bzw. Forstwirtschaftliche Verkehr kann hier ebenfalls freigegeben werden, sofern notwendig.
Musterlösungen für angebaute Straßen, insofern regelmäßig innerorts, umfassen insbesondere die Führung als Radfahrstreifen (möglich mit Busverkehr frei) und als Fahrradstraße , mit oder ohne Kfz oder Anlieger frei.

### Projekte
Im folgenden Artikel sind  geplante und umgesetzte Projekte in Deutschland aufgeführt:

Die Planungen und Projekte in Baden-Württemberg sind im folgenden Artikel aufgeführt:

#### Weitere Radschnellwegähnliche Projekte
Abseits der oben genannten Großprojekte wurden bereits vor einiger Zeit andere radschnellwegähnliche Radverkehrsanlagen angelegt.

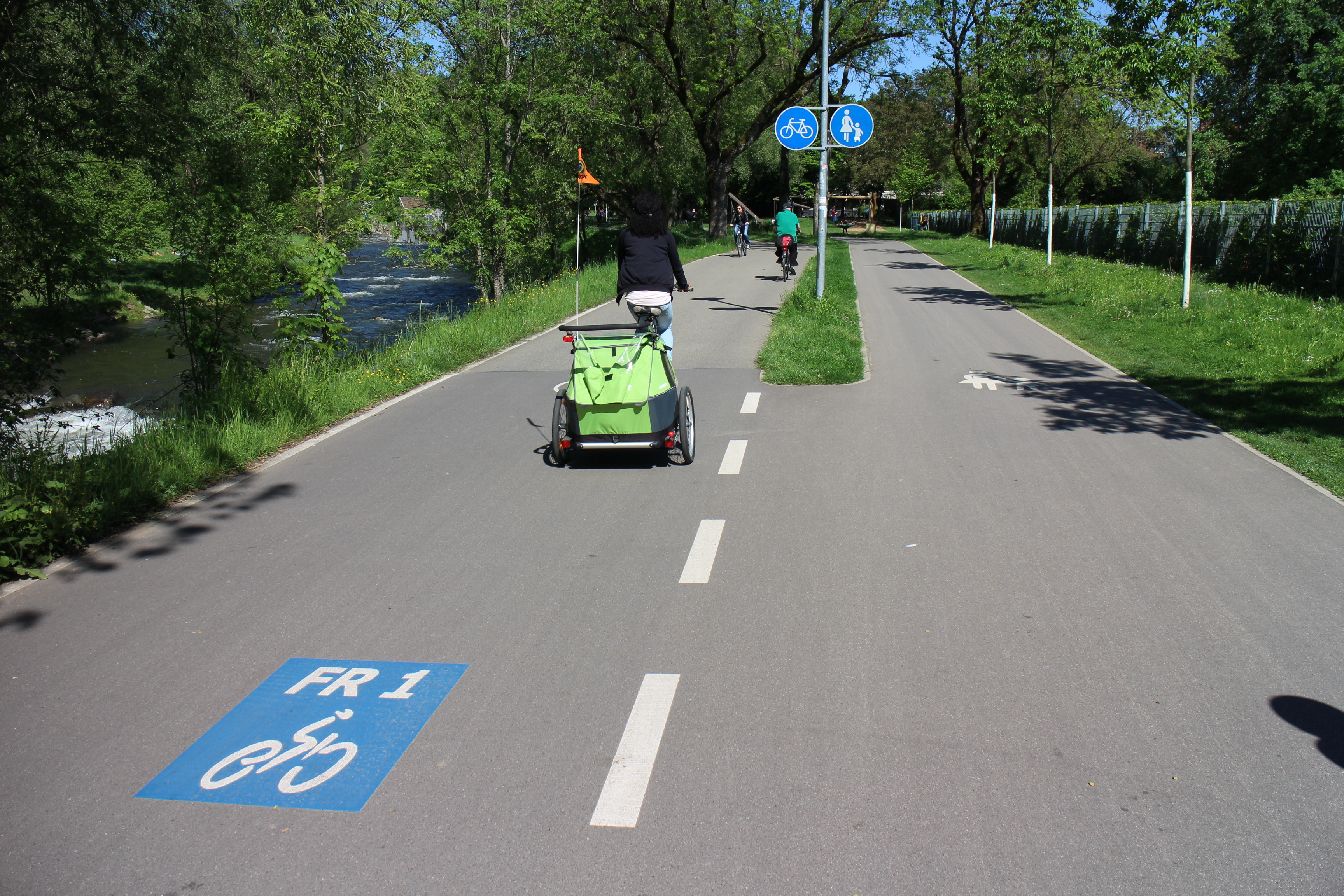
Freiburg im Breisgau, Rad-Vorrang-Route FR1 „Dreisamuferweg“: Blick auf einen Abschnitt mit neuer Trennung des Rad- und Fußverkehrs

Freiburg im Breisgau plant und baut ein stadtweites Netz aus drei Rad-Vorrang-Routen. Der Begriff „Rad-Vorrang-Route“ wurde gewählt, da aus Platzgründen nicht überall die Kriterien für Radschnellwege eingehalten werden können. Bis zum Sommer 2015 wurden bereits mehrere umfangreiche Streckenausbauten und auch Kreuzungsbauwerke wie Unterführungen errichtet.